# Alfred Caicedo
Alfred Lenin Caicedo Mina (Esmeraldas, 10 september 2004) is een Ecuadoraans voetballer die doorgaans als flankverdediger speelt. Hij tekende in januari 2023 een contract tot medio 2027 bij het Belgische KRC Genk, dat hem overnam van de Ecuadoraanse club SD Aucas.

## Carrière
In januari 2023 maakte de Belgische eersteklasser KRC Genk bekend dat het Caicedo naar Europa haalde. Hij ondertekende bij Genk een contract voor 4,5 seizoenen met de bedoeling hem eerst onder te brengen bij Jong Genk. Dit zijn de beloften van Genk die uitkomen in de Eerste klasse B, het op één na hoogste niveau in België.  Op 2 februari 2023 mocht Caicedo officieel debuteren voor Jong Genk in de competitiewedstrijd tegen SK Beveren, na 86 minuten viel hij in voor Nolan Martens. Caicedo zou in het seizoen 2022/23 in 8 competitiewedstrijden in actie komen waarvan 4 als basisspeler en 4 als wisselspeler. In het seizoen 2023/24 wist hij een basisplaats te bemachtigen onder de nieuwe coach Jelle Coen. 

## Clubstatistieken
| Seizoen         | Club            | Land             | Competitie      | Competitie | Competitie | Beker | Beker | Supercup | Supercup | Europees | Europees | Totaal | Totaal |
| Seizoen         | Club            | Land             | Competitie      | Wed.       | Dlp.       | Wed.  | Dlp.  | Wed.     | Dlp.     | Wed.     | Dlp.     | Wed.   | Dlp.   |
| --------------- | --------------- | ---------------- | --------------- | ---------- | ---------- | ----- | ----- | -------- | -------- | -------- | -------- | ------ | ------ |
| 2021            | SD Aucas        | Vlag van Ecuador | Serie A         | 11         | 0          | 0     | 0     | —        | —        | —        | —        | 11     | 0      |
| 2022/23         | SD Aucas        | Vlag van Ecuador | Serie A         | 0          | 0          | 0     | 0     | —        | —        | —        | —        | 0      | 0      |
| 2022/23         | Jong Genk       | Vlag van België  | Eerste klasse B | 8          | 0          | —     | —     | —        | —        | —        | —        | 8      | 0      |
| 2023/24         | Jong Genk       | Vlag van België  | Eerste klasse B | 11         | 0          | —     | —     | —        | —        | —        | —        | 11     | 0      |
| Carrière totaal | Carrière totaal | Carrière totaal  | Carrière totaal | 30         | 0          | 0     | 0     | 0        | 0        | 0        | 0        | 30     | 0      |

Bijgewerkt op 14 september 2023.

## Interlandcarrière
In juni 2022 werd Caicedo opgeroepen voor de U20 lichting van het Ecuadoraans voetbalelftal. Op 8 juni 2022 mocht hij debuteren in de oefeninterland tegen Uruguay. Hij speelde 90 minuten mee in de wedstrijd die eindigde op een 1-1 gelijkspel. 